# Santa Maria dell'Orto

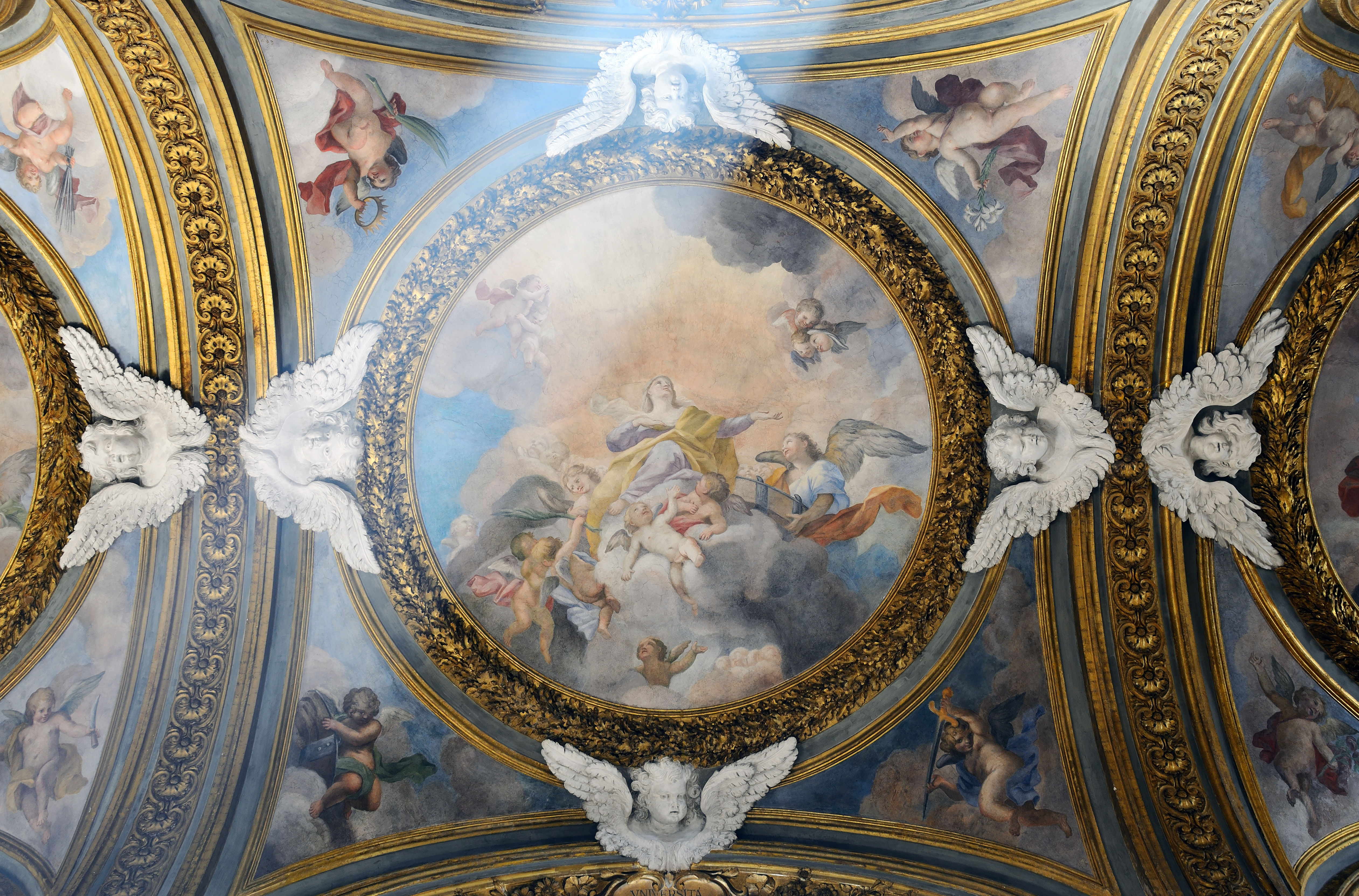
Nas abóbadas da nave direita há três afrescos de F. e A. Orazi, a saber, A Glória de Maria, A Glória de Santa Catarina e A Glória de São Bartolomeu, enquanto nas abóbadas da nave esquerda há
afrescos de Giovanni Battista Parodi, a saber, A Glória de São Sebastião, A Glória de São João Batista e A Glória de São Carlos Borromeu.

Santa Maria dell'Orto ou Igreja de Santa Maria do Horto é uma igreja de Roma, Itália, localizada no rione Trastevere e dedicada à Virgem Maria. É a igreja nacional da comunidade japonesa na cidade.

## História
A igreja foi construída no meio de uma área que, a partir de cerca de 508 a.C., passou a ser chamada de "Prata Mutia" ou "Campo de Múcio", uma referência a um pedaço de terra onde o rei etrusco Porsena acampou e que depois foi doado pelo Senado Romano a Caio Múcio Cévola como sinal de gratidão dos romanos por seu ato heroico.
As origens da igreja estão associadas a um milagre que, segundo a tradição, teria acontecido por volta de 1488. Um fazendeiro adoentado, afligido por uma forte paralisia de acordo com a história oral, foi curado depois de rezar para uma imagem da Virgem Maria pintada perto da entrada de seu próprio jardim. O evento deu origem a um culto popular pela imagem e levou a construção de uma capela, logo seguida por uma igreja maior financiada por doze associações profissionais ("università"). Em 1492, o papa Alexandre VI permitiu que fosse criada uma confraria e, em 1588, o papa Sisto V declarou-a uma "arquiconfraria" e concedeu-lhe o raro privilégio de pedir, uma vez por ano durante a festa da santa, o perdão de um homem condenado à morte. Durante o jubileu de 1825, como atesta Gaetano Moroni, a "Arquiconfraria de Santa Maria dell'Orto" recebeu o título de "venerável".
O novo status deu à Arquiconfraria a autoridade para agregar outras confrarias erigidas em qualquer lugar do mundo. Assim, durante o Jubileu de 1600, foi agregada a Confraria do Oratório de Nossa Senhora do Castelo, fundada em Savona em 1260.
Com base em planos de um arquiteto desconhecido, a construção da igreja começou em 1489 e terminou em 1567. Sua fachada tem sido atribuída a Vignola, apesar de alguns a atribuírem a Martino Longhi, o Velho). O interior é obra de Guidetto Guidetti, um renomado pupilo de Michelângelo e responsável por transformar a planta em cruz grega com quatro absides numa cruz latina com três nave.
A igreja abriga obras de arte dos irmãos Federico & Taddeo Zuccari, Corrado Giaquinto e Giovanni Baglione. Ela continua sendo mantida pela Venerável Arquiconfraria de Santa Maria dell'Orto que, por causa da senioridade de sua fundação papal, é a mais antiga das confrarias consagradas à Virgem Maria ainda ativas em Roma e uma das mais antigas no geral.

### O porto, asuniversitàe a confraria
A área onde está hoje a igreja era utilizada para o plantio e comércio de produtos agrícolas, principalmente no atacado, até o século XIX. Por causa de sua posição próxima da muralha, não muito longe da Porta Portese e perto do Porto de Ripa Grande, a região tinha uma importante função comercial e a igreja se tornou um ponto de referência para diversas associações comerciais envolvidas no suprimento de alimentos para a cidade indo e vindo de Ostia pelo Tibre, não apenas os produtores e comerciantes, mas também os distribuidores e o comércio paralelo.

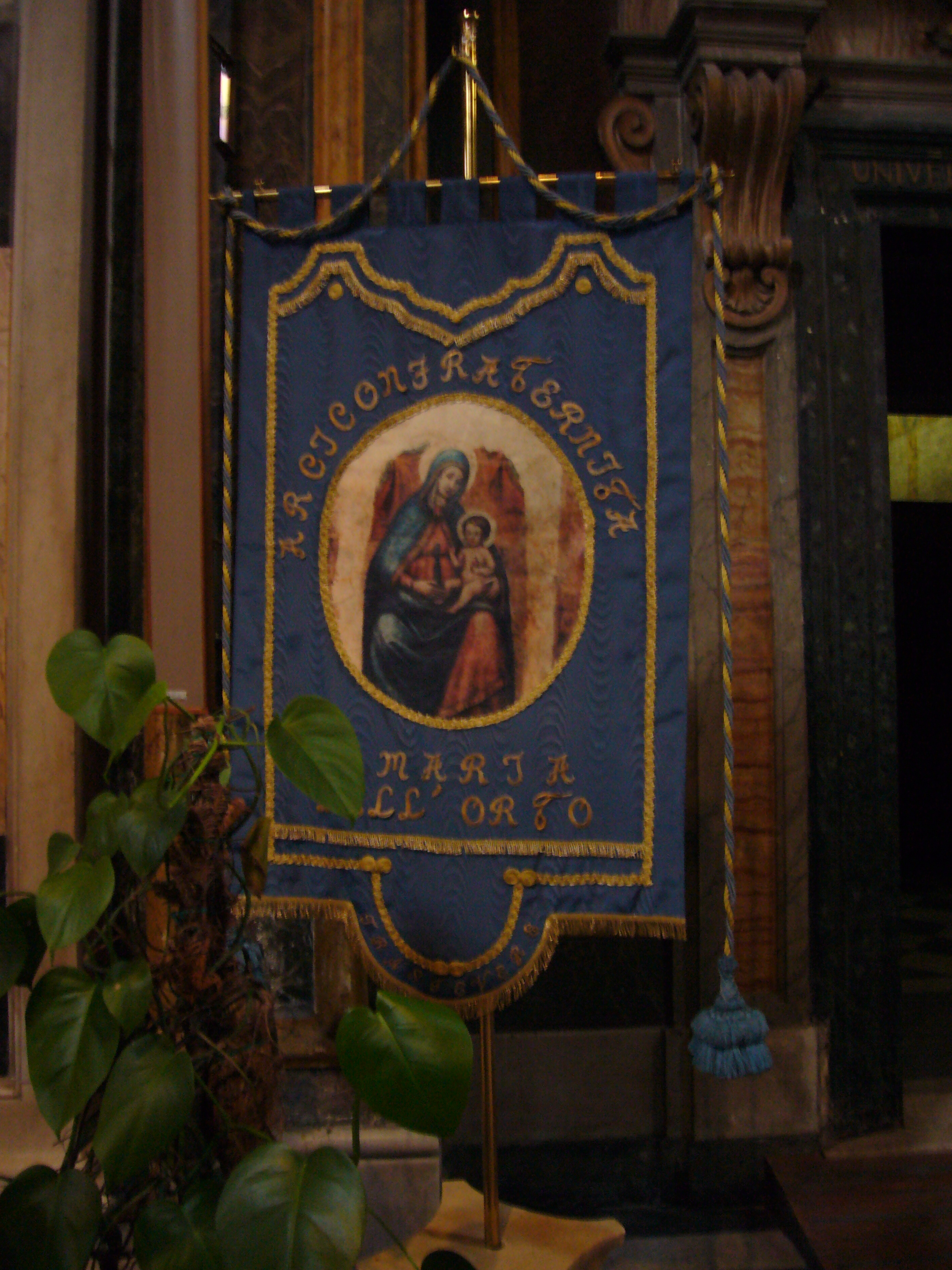
Estandarte da Venerável Arquiconfraria de Santa Maria dell'Orto.

A Arquiconfraria, que também aceitava mulheres, juntou treze destas "università" (associações que eram equivalentes romanas às guildas), cuja lista é uma afirmação da importância da região:
- Merceeiros e verdureiros (os fundadores);
- Fruteiros;
- "Agentes" do Porto da Ripa (corretores);
- Moleiros (as moendas do Tibre eram importantes produtores de farinha de trigo, fundamental para a fabricação de pão);
- Vermicellari (produtores de massas);
- Vendedores de galinhas;
- Sapateiros;
- Vinicultores;
- "Jovens" (aprendizes e jovens marujos de várias "universidades").

### Relação com a comunidade japonesa
A igreja é também a principal igreja para a comunidade católica japonesa de Roma, uma relação que vem desde o século XVI, quando uma missão japonesa ("Embaixada Tenshō"), composta por quatro dignitários, veio à Roma em 1585 para se encontrar com o papa. Uma das festas realizadas em homenagem aos visitantes de terras tão distantes consistia em navegar pelo rio Tibre, partido do Porto de Ripa Grande até Ostia. Depois do passeio, deveria ocorrer um banquete com músicos e cantores. Mas uma tempestade atrapalhou os planos e os visitantes passaram a temer pela vida. Ainda assustados, eles imploraram à Virgem da igreja que haviam acado de visitar para que a tempestade se acalmasse. O evento deu origem à tradicional missa cantada celebrada em 8 de junho (aniversário do evento), com a presença de delegados da embaixada japonesa na Santa Sé e da comunidade japonesa. Em outubro de 2009, um retrato do beato Julião Nakaura, um dos quatro dignitários e mártir  em 1633, foi colocado na igreja.

## Devoção e festas
Na noite da Quinta-feira Santa, a monumental "Macchina delle Quarant'Ore" ("Máquina das Quarenta Horas") é montada. Trata-se de uma tradicional estrutura do século XIX (baseada num projeto do século XVII acrescido de decorações florais), feita de madeira talhada e dourada sobre a qual mais de duzentas velas são colocadas para iluminar a noite. É uma das últimas do tipo ainda existente na Itália.
O feriado titular de Santa Maria dell'Orto é celebrado no terceiro domingo de outubro. Durante a cerimônia, maçãs abençoadas são distribuídas aos fieis, tanto como lembrança da antiga guilda dos Fruttaroli ("fruteiros"), que contribuiu significativamente para decorar a igreja, quanto por uma razão devocional: o líder da família, durante o jantar, deve dividir a fruta em tantos pedaços quantos forem os membros da família para simbolizar "a unidade na diversidade" do corpo místico da Igreja Católica, uma tradição baseada na doutrina de São Paulo (I Coríntios 12:12).

## Cinema
A igreja, por causa de sua aparência majestosa, já foi o cenário de muitos filmes, com destaque para "Roma, Cidade Aberta" (1945), de Roberto Rossellini. 

## Galeria

Imagens da igreja
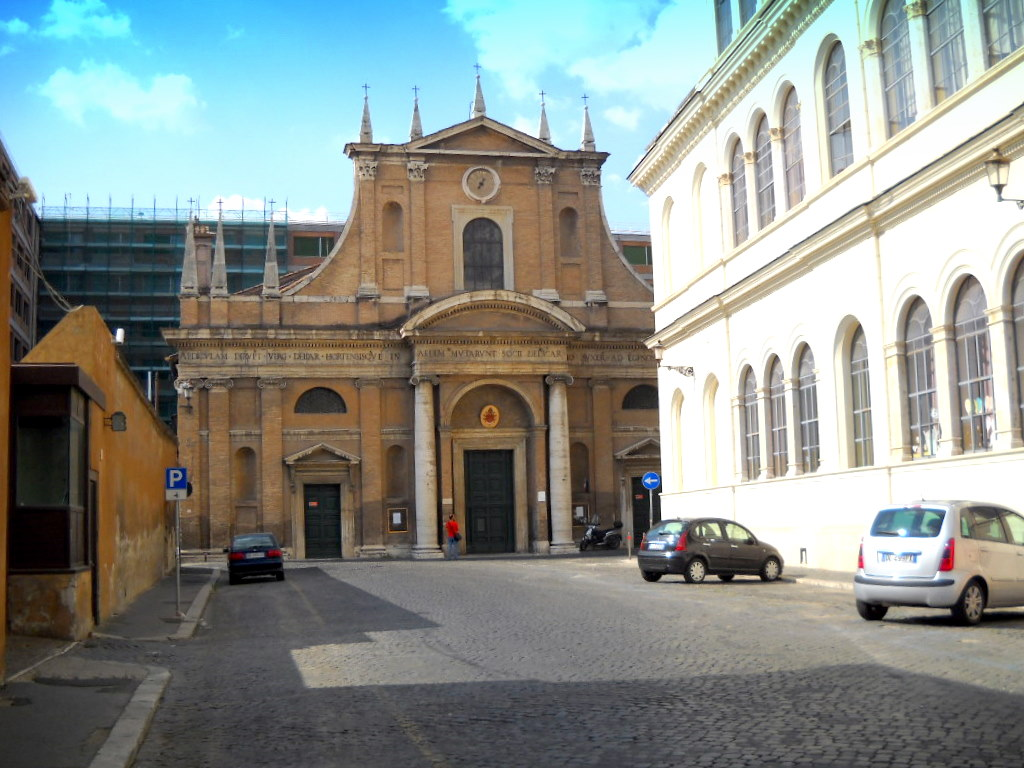
Vista geral.
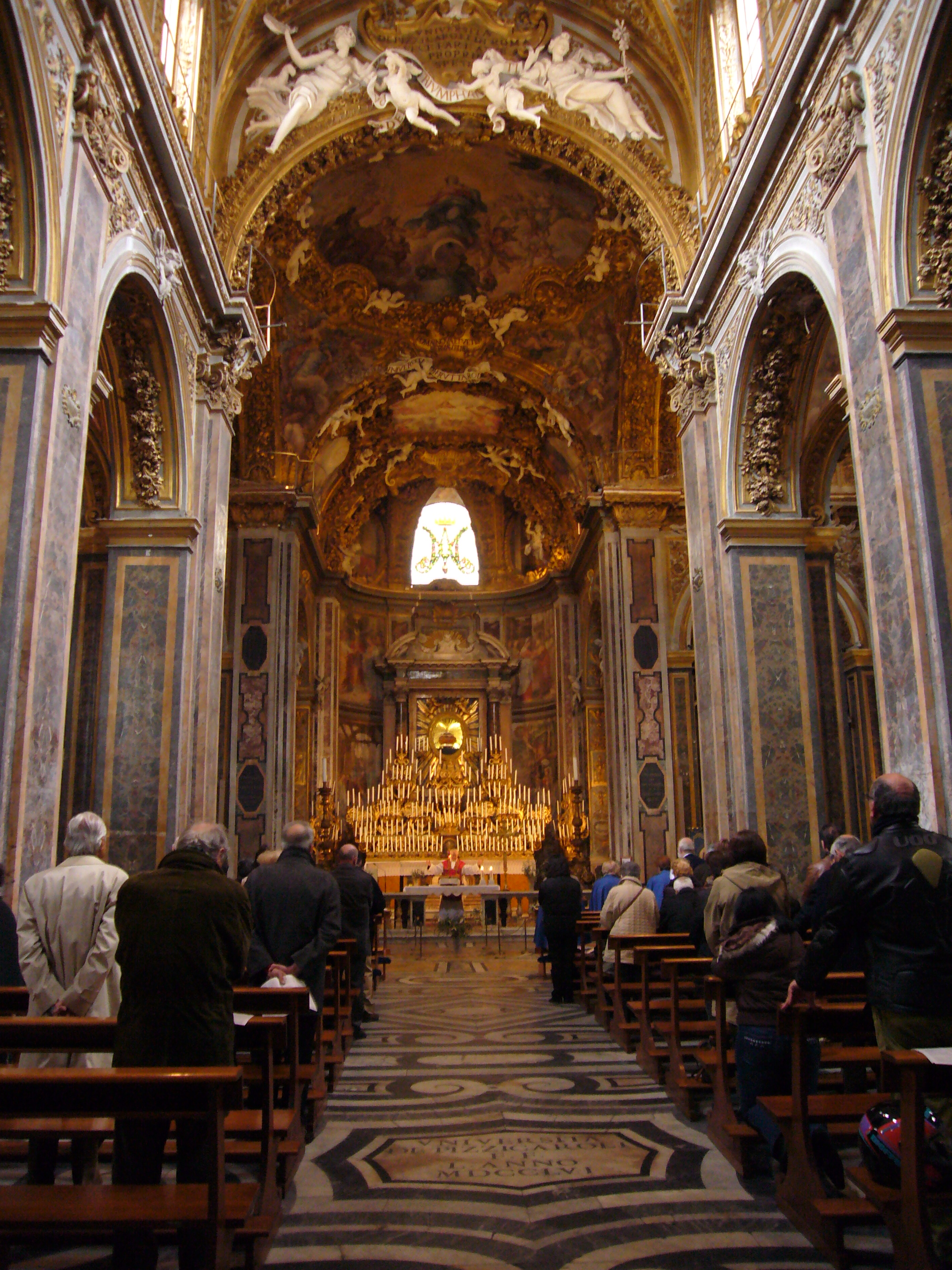
Interior.
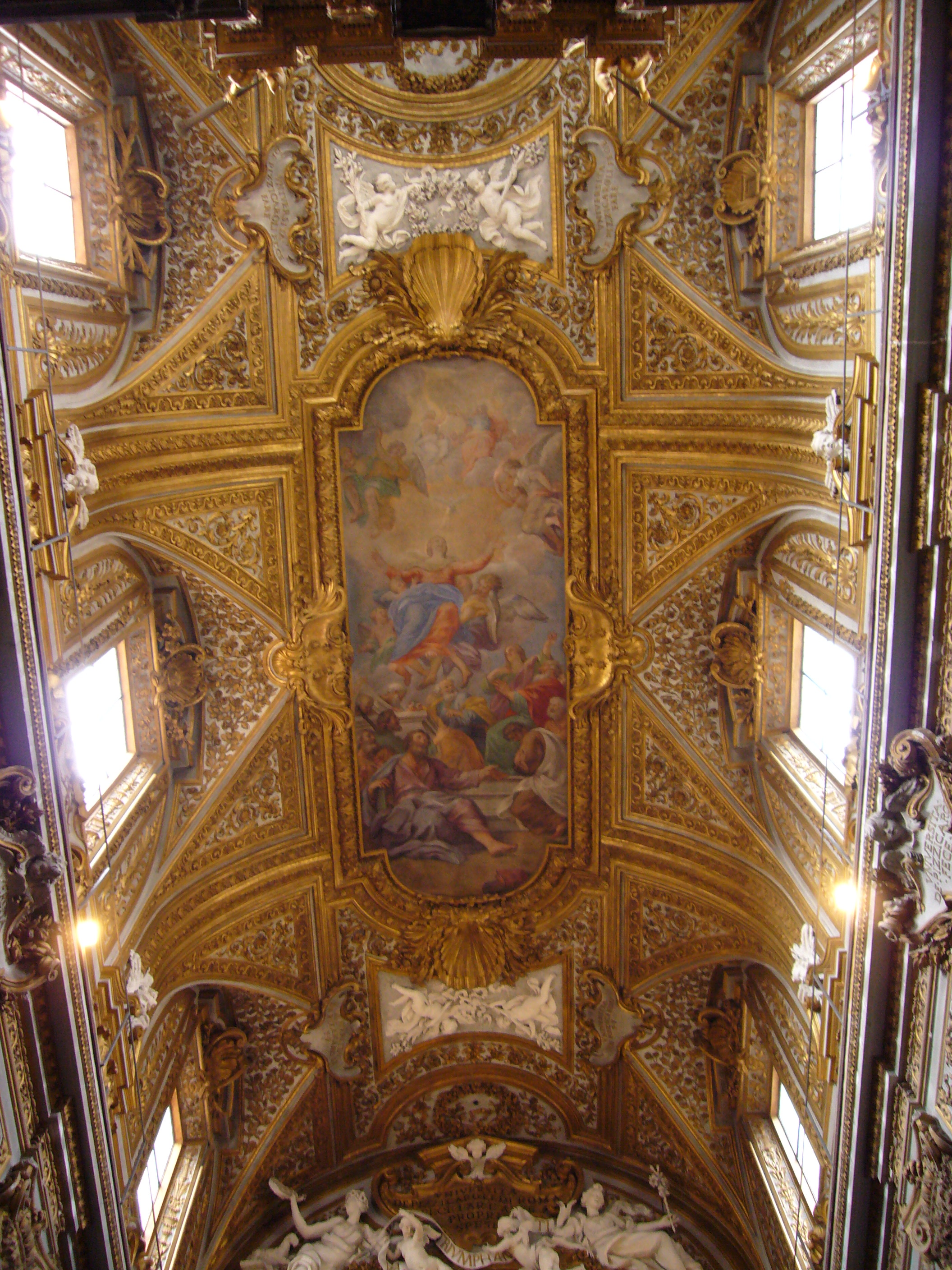
Teto da nave.
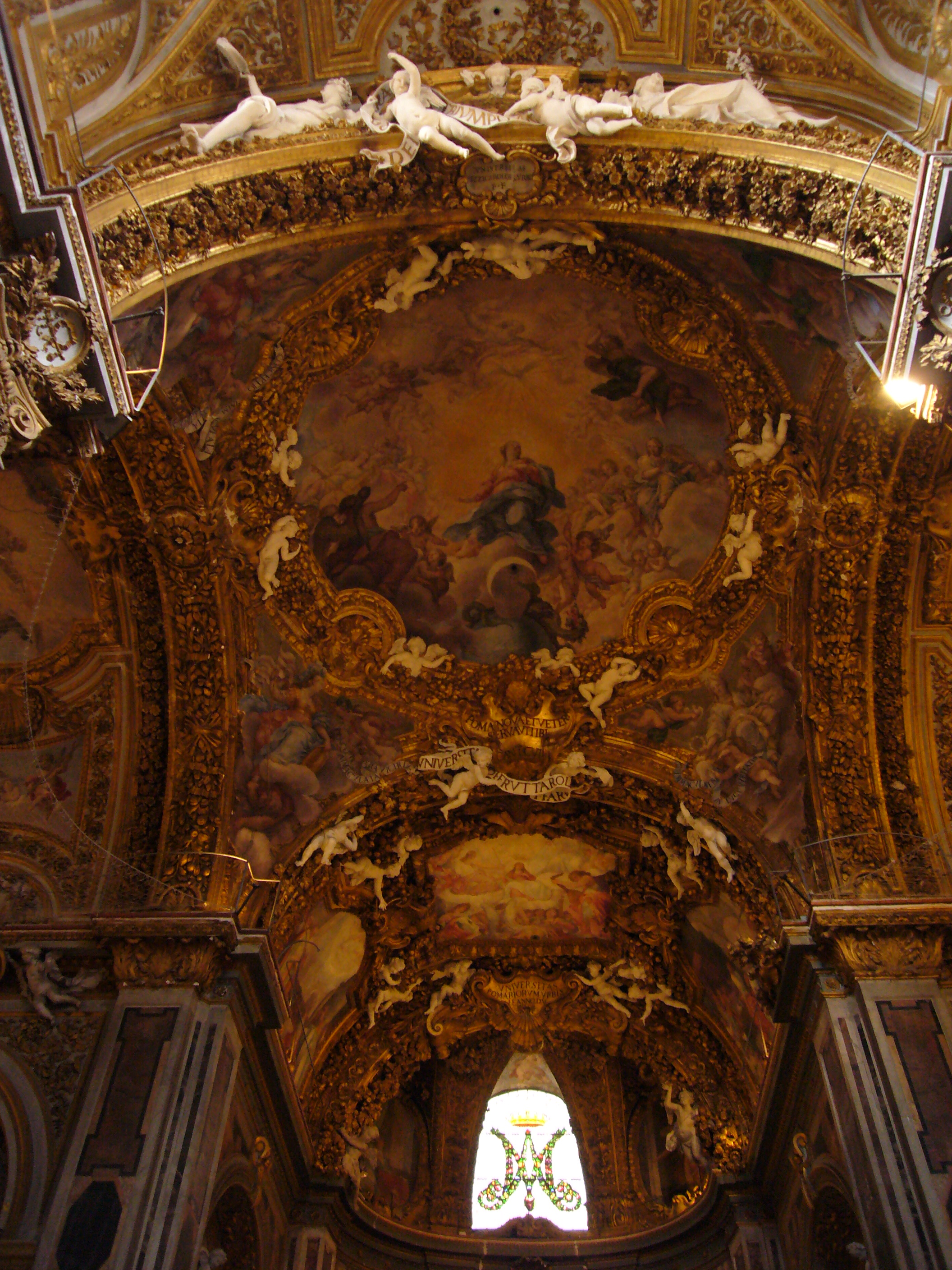
Teto da abside.
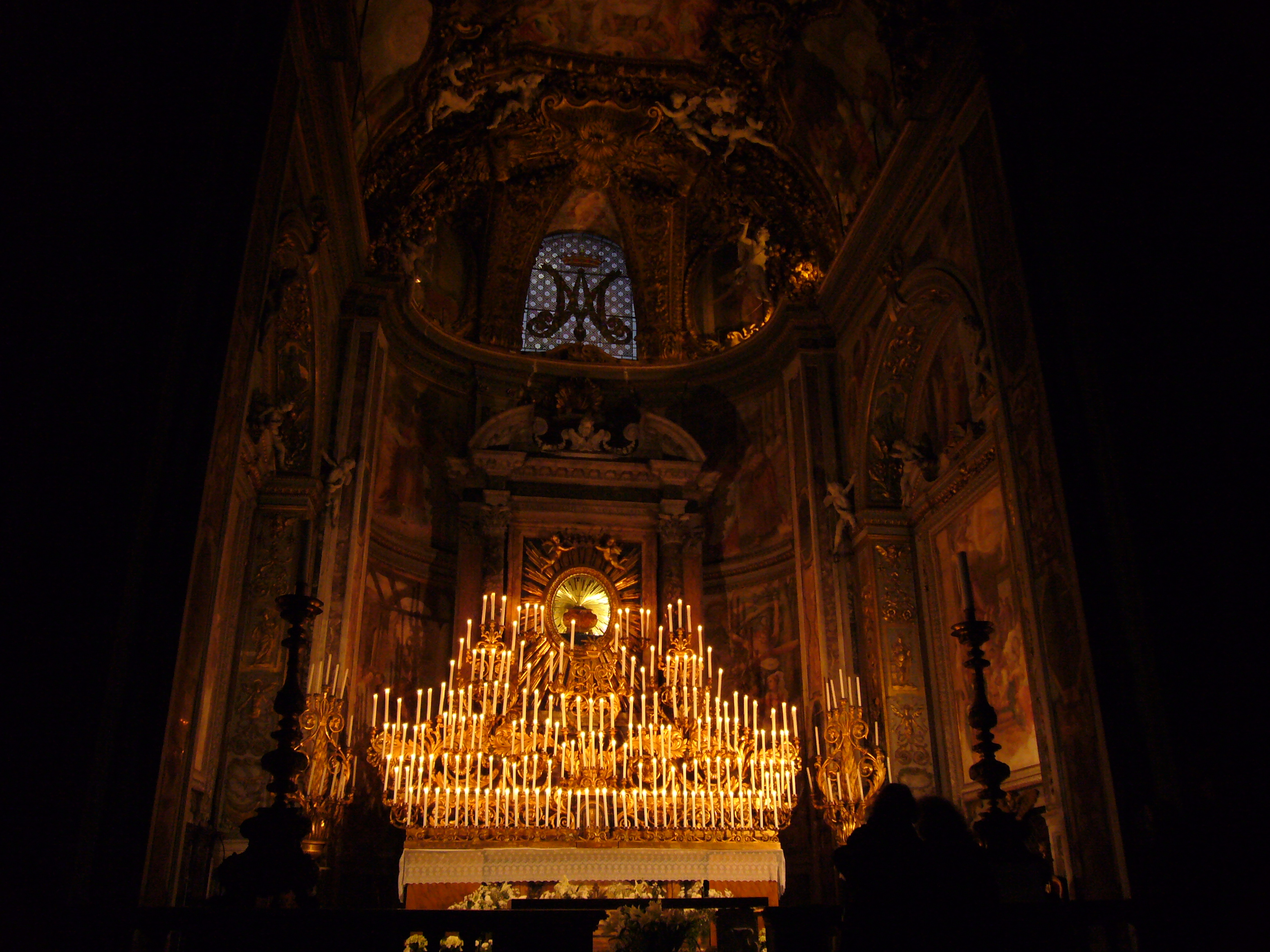
A espetacular Macchina delle Quarant'Ore, montada Quinta-feira Santa.